# 邵华泽
邵华泽（1933年—），男，浙江淳安人，中华人民共和国新闻工作者，中国人民解放军中将。 

## 生平
1950年参加中国人民解放军，进入上海军医大学学习。1953年被选送到重庆第二政治干部学校学习。1957年加入中国共产党。1958年至1960年在中国人民大学哲学系攻读研究生。 
历任《解放军报》社副社长、总政宣传部部长、《人民日报》社总编辑、社长。1996年10月当选中华全国新闻工作者协会第五届主席，2001年10月连任第六届主席。2002年5月任北京大学新闻与传播学院首任院长，2013年卸任。
1988年被授予中国人民解放军少将军衔，1994年晋升为中国人民解放军中将。 
是中共十三大代表，第十四、十五届中央委员；第四届全国人大代表；第九届、十届全国政协常务委员。